# Erik Veje Rasmussen
Erik Veje Rasmussen, danski rokometaš, * 9. april 1959.
Leta 1984 je na poletnih olimpijskih igrah v Los Angelesu v sestavi danske rokometne reprezentance osvojil 4. mesto.